# 楝螳属
楝螳属（学名：Melomantis）是矮螳科的一属。

## 下属物种
本属包括以下物种：
- 非洲楝螳 Melomantis africana Werner, 1906
- Melomantis asema Beier, 1969